# 芦欣
芦欣（1974年2月14日—），天津人，是一名已经退役的中国足球运动员，司职中场，曾经短暂入选过国家队。
芦欣长期在天津效力，1994、1995赛季效力于天津三星队，但出场机会不多。1996赛季被调入乙级联赛的天津万科队，帮助球队打入甲B联赛，但俱乐部不幸于1997赛季末降级。1998年初天津三星与天津万科两队合并，芦欣与刘云飞、田玉来、朱艺和王军被调整进入天津泰达。2003年，芦欣凭借在联赛中长期的出色表现，曾经入选过中国国家队，当时已经29岁。
2005年，他以先租借后转会的方式加盟厦门蓝狮，帮助球队打入了中超联赛。2007年初，他加盟另一支中超球队上海联城，但是不到一个月球队即与上海申花合并，芦欣又来到了上海申花。赛季中前期，33岁的芦欣仍然获得了一定的出场机会，在同时期的中国球员中已属难得，到赛季末他正式宣布退役。2013年他受昔日队友，国家女足U-19青年队新任主帅王军的邀请加入教练组。